# Continental IO-346
Der Continental IO-346 ist ein Vierzylinderboxermotor, der von Continental Motors speziell für den Einsatz in der Beechcraft Musketeer Custom III entwickelt wurde. Er wurde von 1965 bis 1969 gebaut.

## Konstruktion und Entwicklung
Da keine Vergaserversion des Motors existiert, der die Bezeichnung O-346 hätte, ist der IO-346 das Basismodell.
Der IO-346 wurde für AvGas 91-98 entwickelt. Er hat ein Trockengewicht von 269,75 lb (122 kg) beziehungsweise 297 lb (135 kg) mit Lichtmaschine und Anlasser. Die Doppelmagnetzündung besteht entweder aus einer Kombination von einem Scintilla S4RN-201 und einem S4RN-205 oder zwei Slick Electro 449.

## Varianten
IO-346-A
Basismodell, Musterzulassung am 27. Juli 1962
IO-346-B
Baugleich mit dem IO-346-A, allerdings vorbereitet für hydraulische Verstellpropeller. Musterzulassung am 23. Juni 1964

## Verwendung

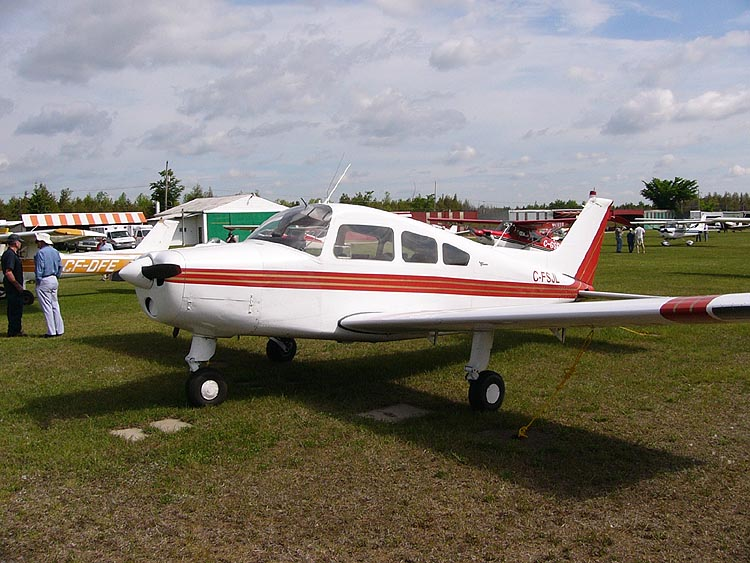
Beechcraft A23 Musketeer von 1965 mit einem IO-346

- Beechcraft Musketeer[1]
- Piel Emeraude[1]
- Stampe SV-4D[1]